# Automobile Club de Nice
 (novembre 2017).

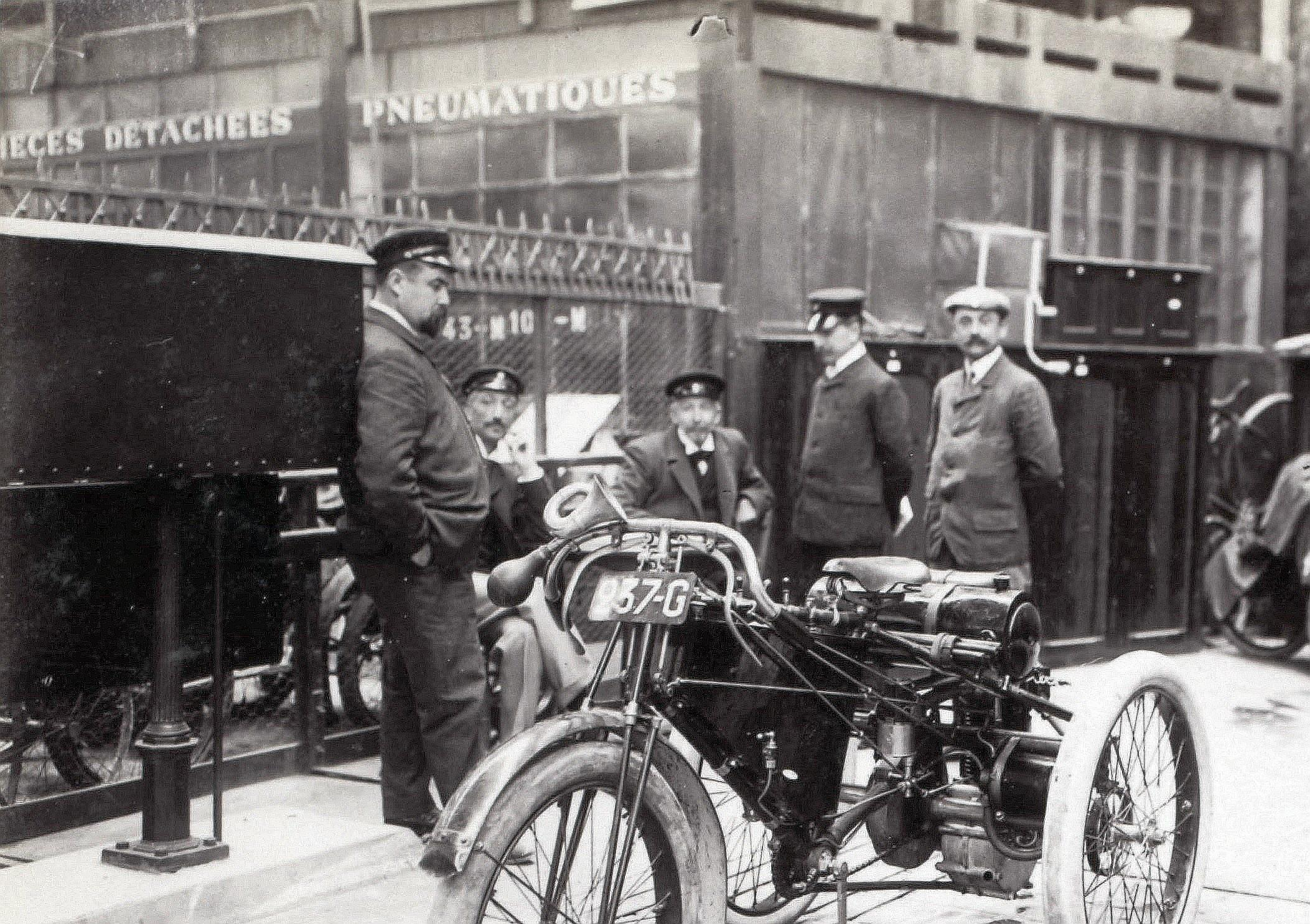
Le garage de l'Automobile Club de Nice en 1902.

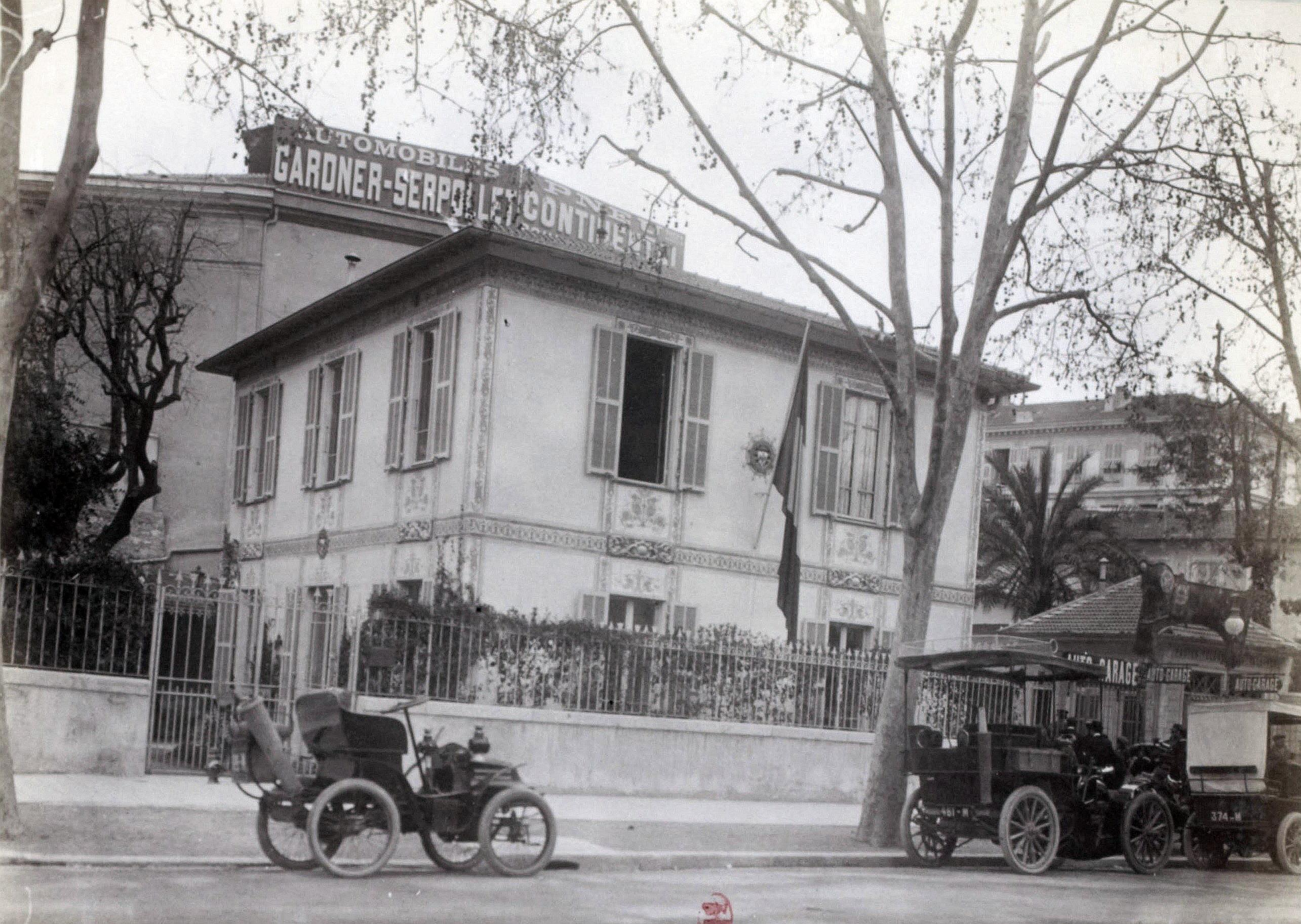
L'Automobile Club de Nice en 1903.

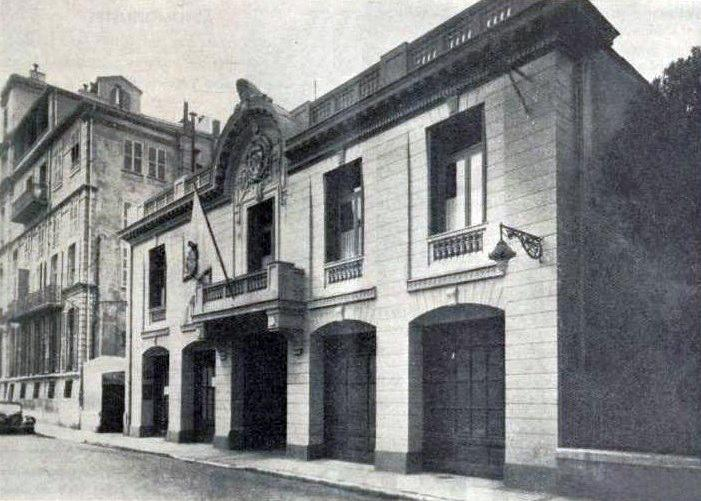
L'immeuble de l'Automobile-Club de Nice et Côte d'Azur, en juin 1939 à Nice.

L’Automobile Club de Nice et Côte d’Azur (ou Nice-Vélo-Club (N.V.C) est créé le 26 mai 1896 pour regrouper les pionniers azuréens passionnés par cette nouvelle invention. Il prendra le nom d’Automobile Vélo Club de Nice (A.V.C.N) à la suite de l’organisation de la course Marseille Nice Monaco de janvier 1897. Le 16 avril 1900, il prit définitivement le nom d'Automobile Club de Nice (A.C.N.). C'est le premier club régional créé au monde, et le second club en France.
Dès ses débuts, il a également contribué à attirer sur la Côte d’Azur les touristes fortunés, principalement des Britanniques et des Russes. Durant cette première période, les membres du club étaient donc des passionnés avant-gardistes, mais aussi des mécènes. Et des sportifs : ils participaient physiquement à toutes les manifestations qu’ils organisaient.
De nos jours, l'Automobile Club continue la promotion et la défense des automobilistes à travers des offres de services ou assistance. La section classique organise des évènements dont l'objectif est de faire vivre ce passé automobile sur la Côte d'Azur, et de montrer au public des véhicules de collection en mouvement.

## Les débuts (1889 - 1914)
En 1899, les prémisses de l'ACN, se font sous le nom de « Cercle de la Pédale » à l'initiative de sportifs amateurs qui se réunissent au café de la Victoire à Nice.
Le 11 juin 1896, ce collectif créé le « Nice Vélo Club », dont le siège social est 16 rue Chauvain.
Le 10 juin 1897, le mot Automobile est rajouté au nom du club, qui deviendra rapidement « Automobile-Club ».
En décembre 1899, le club déménage dans une villa au 5 boulevard Gambetta à Nice qui jouxte un ancien panorama servant de garage.
La villa est détruite par un incendie le 14 mai 1904.
Le 20 mars 1906, il déménage pour occuper un hôtel particulier construit par le club, 9 rue Massenet.
Il est à noter que l'automobile Club de Nice est toujours aujourd’hui domicilié à cette adresse.
Lors de cette période, l'Automobile-Club organise à Nice :
Sport :
- Première course de cote du Monde, en 1897
- Premier 100 à km l'heure
- Premier 120 à km l'heure
- Premier 150 à km l'heure
- Premières courses de canots à moteur (1900)
- Premières expériences de hors-bord (1901)

Aviation :
- Vol du capitaine Ferber et de Santos Dumont (1900)
- Grand meeting aérien de Nice (1910)

Développement routier et tourisme :
- Première expérience de goudronnage (1902)
- Concours de freins (1902)

Norme de circulation :
- Lutte contre le bruit et l'échappement libre (1900)

Commerce :
- Premier Concours d'élégance automobile (1898)

## Aéro Club de Nice (1907-1922)
L’automobile Club de Nice crée sa section aéronautique en 1907, sous le nom Aéro Club de Nice.
Ce nom fut associé aux pilotes de sphériques qu'étaient le capitaine Ferber, Maurice Bienaimé, Jean de Franfia et Guffroy, qui reconquirent pour la France la Coupe Gordon Bennett.
En 1910, l'Aéro club prit la direction technique du meeting d'aviation de Nice. À cette fin, l'Aéro club mit en état les landes marécageuses du lieu-dit la Californie, sur l'emplacement actuel de l'aéroport Nice Cote d'Azur. Cette piste et ces hangars permirent d’accueillir les aviateurs de passage.
En 1911, ces aménagements furent inaugurés par la course internationale Paris-Rome, dont l'Aéro club se chargea de l'étape de Nice.
Cette même année, l'Aéro Club attribua à Paulhan, la coupe d'Aspremont qui récompensa le premier hydravion capable d'amerrir et de redécoller pour revenir à son point de départ.
En 1922, l'Aéro Club de Nice prit son indépendance, et l'Automobile Club de Nice lui céda tous ses hangars et aéroplanes.
Aujourd'hui, l'Aéro Club de Nice est intégré à l'UACA.

## Épreuves organisées par l'ACNCA
- Rallye Jean Behra Historique (régularité historique sur route ouverte)
- Montée historique de Lucéram Peira-Cava (démonstration historique en côte)
- Col de l'Orme Revival (démonstration historique en côte)

## Épreuves anciennement organisées par l'ACN
- Circuit des Gattières
- Critérium Jean Behra
- Critérium international de tourisme Paris-Nice
- Course de vitesse Nice-Salon-Nice
- Course Nice-Draguignan-Nice
- Tour de France automobile
- Grand Prix automobile de Nice
- La Course de côte Nice - La Turbie
- La course du Mille
- Critérium Jean Behra
- Course de côte du Mont des Mules
- Paris-Vichy-Saint-Raphaël Féminin

## Manifestations organisées par l'ACNCA
- Les Légendes de Nice
- La Prom' des Neiges
- La Prom' du cœur

## Manifestations anciennement organisées par l'ACN
- Corso Fleuri Automobile de Nice
- Semaine de l'Automobile de Nice
- Concours d’élégance Automobile de la ville de Nice

## Revues éditées par l'ACN
- Guide pratique de l'automobiliste [Revues 1]
- Les Grands Itinéraires[Revues 2]
- Automobile-revue du littoral

## Présidents depuis la création du club
- 1896-1899 : René THIERRY
- 1899-1907 : Jacques GONDOIN
- 1908-1925 : Juste FERNANDEZ
- 1926-1939 : Edouard PORTAL
- 1940-1952 : Louis BONNEVILLE
- 1952-1968 : Jean LETAINTURIER
- 1969–1977 : Amédée PAVESI
- 1978-1978 : Nico PORSI
- 1979-1984 : René ASSO
- 1984-2005 : Louis LAURENTI
- 2005-2011 : Michel CHAPLE
- 2011-2016 : Christian PROUD-DIAZ
- 2016- : Frédéric Ozon